# Wolni i Solidarni
Wolni i Solidarni (deutsch Die Freien und Solidarischen, kurz WiS) ist eine politische Partei in Polen. Sie entstand im November 2016 als Abspaltung der Kukiz-Bewegung, nachdem es im April desselben Jahres während einer Abstimmung im Sejm zu einem Skandal um den Senior-Marschall Kornel Morawiecki gekommen war. Im weiteren Verlauf der Legislaturperiode gewann die Partei weitere drei Abgeordnete aus der Kukiz-Bewegung hinzu und stellt nunmehr sechs Abgeordnete.
Programmatisch beruft sich WiS auf den Solidarismus und spricht sich für staatlichen Interventionismus aus. Darüber hinaus kündigte ihr Vorsitzender Morawiecki, an, die Wirtschafts- und Sozialpolitik der Regierung Szydło zu unterstützen.
Der Parteigründer und -vorsitzender Morawiecki starb am 30. September 2019.